# Majestic Theatre (Dallas)
Das Majestic Theatre ist ein historisches Theatergebäude in der Innenstadt von Dallas, Texas. Das 1921 eröffnete Theater war das größte von neun Theatern und Kinos an der einstigen Vergnügungsmeile „Theater Row“. Nach dem Abbruch der anderen Gebäude ist es seit den 1970er Jahren das letzte Überbleibsel dieser Ära der Theatergeschichte von Dallas. Es wurde von der Stadt Dallas als „Dallas Landmark“ ausgezeichnet, ist im National Register of Historic Places eingetragen und gilt als konstituierendes Element (Contributing Property) des Denkmalensembles Harwood Historic District.

## Geschichte

### Vaudeville und Kino

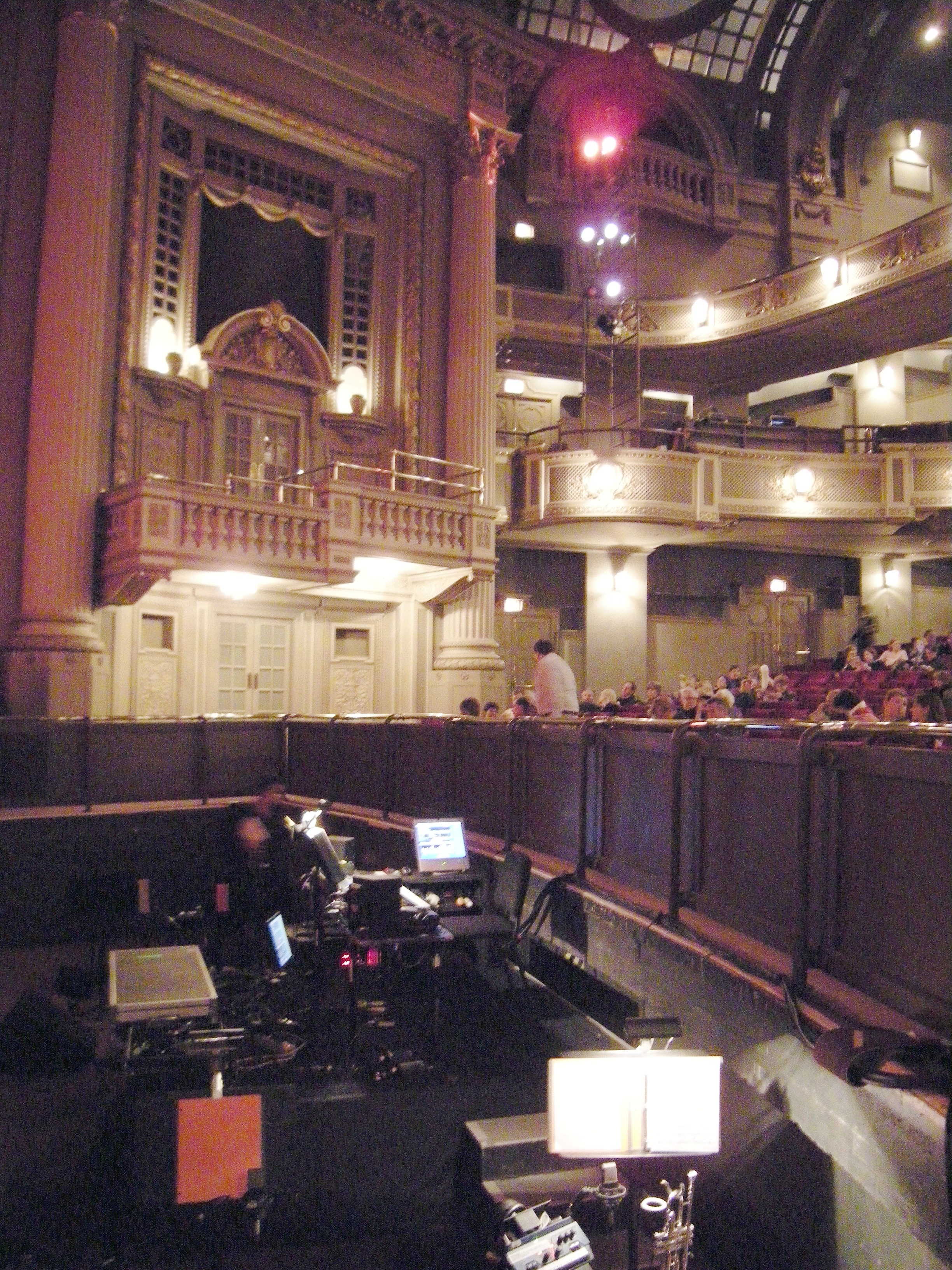
Orchestergraben und Zuschauerraum 2009

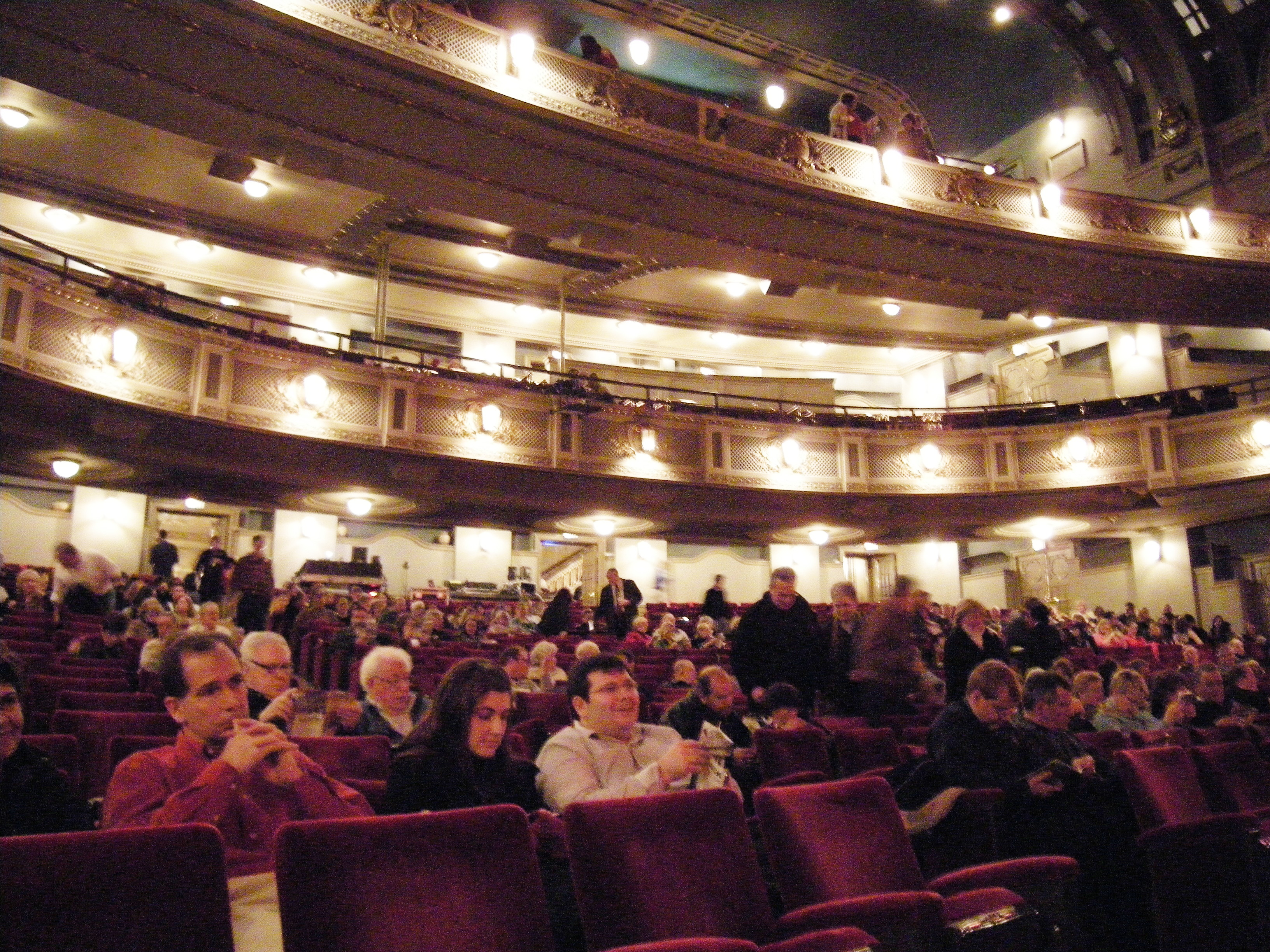
Zuschauerraum 2009

Das 1905 errichtete, von Karl Hoblitzelles Vaudevilletheater-Kette Interstate Amusement Company betriebene Majestic Theatre an der Ecke Commerce Street und St. Paul Street in Dallas brannte 1916 ab. Zunächst wurde das bisherige Opera House (Ecke Main Street und St. Paul Street) als Majestic Theatre weitergeführt. 1920 gab Hoblitzelle bei dem renommierten Chicagoer Theaterarchitekten John Eberson ein neues Theater in Auftrag, das dann bis 1921 gebaut wurde. Die Baukosten beliefen sich auf 2 Millionen US-Dollar. Das im Stil der Neorenaissance errichtete Theater wurde am 11. April 1921 eröffnet.
Die Foyers und der Zuschauerraum waren in neobarocken klassizistischen Formen gehalten. Korinthische Säulen, antikische Kymatien, barocke Kartuschen und Girlanden bestimmten das Erscheinungsbild. Die Foyerräume waren mit einem schwarz-weißen Boden aus Vermonter Marmor, zwei Marmortreppenhäusern, einem reich verzierten Personenaufzug, Kronleuchtern, Spiegeln mit Messingrahmen und einem Marmorbrunnen ausgestattet. Ein Verkaufsstand für die Pausengastronomie wurde in den späten 1940ern hinzugefügt.
Die Decke des Zuschauerraums war als „Himmel“ mit schwebenden Wolken und durch eine mechanische Vorrichtung zum Funkeln gebrachten Sternen ausgestaltet. Das Parkett und die zwei Ränge waren mit insgesamt 2.800 Holzstühlen mit Sitzflächen aus Korbgeflecht ausgestattet. Die Bühnenöffnung wurde von monumentalen korinthischen Säulen umrahmt, davor breitete sich ein Orchestergraben aus. Auch eine Theaterorgel der Fa. George Kilgen & Son (op. 3054) wurde installiert. Hinter der Bühne gab es 12 Künstlergarderoben.
Das Gebäude enthielt neben dem Theater auf den obersten vier Etagen auch etwa 1900 m² Büroflächen für die Hauptverwaltung der Interstate Amusement Company.
Im Majestic waren zahlreiche Vaudeville-Stars vom Zauberkünstler Houdini bis hin zu Mae West und Bob Hope zu sehen. Ab 1922 wurden auch Filme gezeigt. Zu Filmpremieren kamen Stars wie James Stewart, Gregory Peck und John Wayne. Die Big Bands von Cab Calloway und Duke Ellington spielten in dem Theater. Ab 1932 wurde das Theater nur noch als Kino genutzt.

### Schließung und Neubeginn
Am 16. Juli 1973 wurde das Kino nach einer letzten Vorführung des James-Bond-Films Live and Let Die geschlossen. Im gleichen Jahr wurde das geschlossene Theater noch als Drehort für Brian De Palmas Film Phantom of the Paradise genutzt.
Im Januar 1976 verkaufte die Hobilitzelle Foundation das Gebäude an die Stadt Dallas. Das Theater wurde daraufhin restauriert, um künftig wieder für Theateraufführungen und Konzerte dienen zu können. Die inzwischen auf 2.400 erhöhte Platzzahl wurde auf 1.570 reduziert, um den Orchestergraben vergrößern und im zweiten Rang moderne Beleuchtungs- und Beschallungstechnik unterbringen zu können; im ersten Rang wurden zudem Logen eingebaut. 1977 wurde das Majestic Theatre als erstes Gebäude in Dallas in das National Register of Historic Places aufgenommen.
Das Majestic Theatre wurde am 28. Januar 1983 wiedereröffnet. Seither wird es regelmäßig als Bespieltheater für Musicals, Schauspiele, Tanztheater und Konzerte, aber auch für Auftritte von Comedians, Schönheitswettbewerbe oder Unternehmensveranstaltungen genutzt.